# Phyllospadix scouleri
Phyllospadix scouleri är en bandtångsväxtart som beskrevs av William Jackson Hooker. Phyllospadix scouleri ingår i släktet Phyllospadix och familjen bandtångsväxter. Inga underarter finns listade.
Arten förekommer i östra Stilla havet vid Nordamerikas kustlinje från södra Alaska till Baja California. Den växer vanligen på klippor. Vattnets översta skikt behöver ha en temperatur av 21°C eller mindre under vintern samt av 27°C eller mindre under sommaren.
För beståndet är inga hot kända. Hela populationen anses vara stabil. IUCN listar arten som livskraftig (LC).